# توربن لوند
توربن لوند (بالدنماركية: Torben Lund)‏ (ولد في 6 نوفمبر 1950 في فايله) هو سياسي، محامي ومذيع دنماركي، كان نائبا في البرلمان الدنماركي من عام 1981 حتى عام 1998  ونائبا في البرلمان الأوروبي من عام 1999 إلى عام 2004. كان تابعا لحزب الديمقراطيين الاجتماعيين الدنماركي في الدنمارك، والتحالف التقدمي من الاشتراكيين والديمقراطيين في البرلمان الأوروبي.
أثناء وجوده في البرلمان الدنماركي كان أحد مبادري تشريع 1989 الذي قنن لأول مرة الشراكة المسجلة للأزواج المثلية في العالم.  شغل منصب وزير الصحة في حكومة بول نيروب راسموسين الأولى في الفترة ما بين عامي 1993 إلى 1994.
أعلن عن كونه مثلي الجنس في عام 1996، ليصبح أول عضو مثلي الجنس علنا في البرلمان الدنماركي. في عام 1999، دخل في شراكة مسجلة من شريكه كلاوس لوتروب.
بعد تقاعده من السياسة، انضم إلى شبكة التلفزيون الدنماركية «دي كاي 4».  واصل نشاطه في الحزب الديمقراطي الاجتماعي، لكنه ترك الحزب في عام 2009 بسبب خلافات مع قائدته هيلي تورنينج-شميت.